# Храм Святого апостола и евангелиста Иоанна Богослова (Курск)
Храм свято́го апо́стола и евангели́ста Иоа́нна Богосло́ва (Иоа́нно-Богосло́вская це́рковь) — православный храм в Центральном округе Курска. Памятник архитектуры местного значения.

## История
Каменный храм святого апостола и евангелиста Иоанна Богослова построен и освящен в 1809 году на месте ранее стоявшей деревянной церкви за Херсонскими воротами рядом с торговой лесной площадью. На площади располагались купеческие дома Беньковских и Кудрявцева. Изначально, до постройки храма Всех Святых на Херсонском кладбище в 1816 году, деревянный и каменный храмы по назначению были кладбищенскими. Вскоре после освящения каменного храма вблизи, напротив улицы Рассыльной, была построена маленькая деревянная часовня.
В 1911—1914 годы по проекту техника-строителя Павла Николаевича Руденко, являвшегося помощником Курского епархиального архитектора Фёдорова, к зданию храма пристроен западный притвор, а рядом построена одноэтажная кирпичная церковно-приходская школа.
В 1933 году храм был закрыт, а вскоре разрушена колокольня. Во время немецкой оккупации в конце 1941 года церковь была открыта, но вновь закрыта в 1950 году. В здании размещался склад воинской части, затем склад ЦУМа. Зимой 1989 года храм возвращён Курско-Белгородской епархии, а в мае начались реставрационные работы. Последнее освящение состоялось в 1989 году. В 1992 году была восстановлена колокольня.

## Архитектура и убранство храма
Храм одноэтажный, двухсветный, одноглавый, в классическом стиле. Центральный объём здания массивный, прямоугольный в плане, четырёхстолпный, завершается четырёхъярусной колокольней и подкупольным четвериком с сомкнутым сводом. Основной грибовидный купол установлен на высоком основании. С восточной стороны имеется полукруглая апсида, с западной — небольшая трапезная с пристроенным притвором. Окна храма имеют арочные завершения с широкой профилировкой.
Храм имеет три престола: главный — апостола Иоанна Богослова, святой великомученицы Варвары, святого Пантелеимона Целителя.